# ナーワンスークサーウィット高等学校
ナーワンスークサーウィット高等学校（タイ語：โรงเรียนนาวังศึกษาวิช、英語：Nawang Suksawit School or Nawang Suksawit High School）は、タイ王国のノーンブワラムプー県に所在する高等学校である。